# 大石鍬次郎
大石 鍬次郎（おおいし くわじろう、天保9年（1838年） - 明治3年10月10日（1870年11月3日））は、幕末の新選組隊士（諸士調役兼監察）。名は守親。本姓は源氏（清和源氏義仲流）。

## 生涯
天保9年（1838年）、御三卿・一橋家の近習番衆・大石捨次郎の長男として生まれた。はじめは金之助と称した。
事情（女性問題とも）により生家を出奔し、武州日野の大工のもとに住み込みで働いた。この大工が名主佐藤彦五郎に出入りしていた縁で、彦五郎の剣術道場に通うようになった。
元治元年（1864年）6月の池田屋事件後、近藤勇が9月から10月にかけて江戸に戻り隊士募集を行った際に新選組に入隊した。暗殺を主とした任務に付いたことから「人斬り鍬次郎」と恐れられた。ただしこの「人斬り鍬次郎」と呼ばれたと言うエピソードは、捏造の多い西村兼文著の『新選組始末記』をもとにした記述にすぎないので、信憑性にはかなりの疑問の余地がある。
剣術の流派は小野派一刀流とされているが、前述の事情から天然理心流も学んでいる。また、大正年間に古老の話をまとめた『史談会速記録』によれば、大石は沖田総司らと共に何度も言及されるほどの剣客だったともいわれる。
慶応元年（1865年）5月の山崎丞の「取調日記」によると、この時点で大石は沖田総司率いる一番組の隊士に配属されている。
慶応2年（1866年）9月の三条制札事件には、一隊を率いて出動。慶応3年（1867年）6月、新選組が幕臣に取り立てられると、諸士調役兼監察に任命された。慶応3年（1867年）11月の油小路事件では、大石が伊東甲子太郎を暗殺した。12月の天満屋事件では、斎藤一らと共に紀州藩士・三浦休太郎の護衛の任務を果たした。
慶応4年（1868年）1月、江戸幕府方が鳥羽・伏見の戦いで敗北した。新選組が江戸へ撤退すると、これに従った。近藤が甲陽鎮撫隊を組織すると、先触れとなって甲州に出張した。しかし同年3月に甲陽鎮撫隊が敗走した際に失踪した。その後、妻子らと江戸に潜伏していたが、12月頃に懇意だった元隊士・三井丑之助に騙され捕縛される。一説には、大石は生活に困り伊東の一派で官軍になっていた加納鷲雄を訪ね、仕官を懇願したが容れられずに捕縛されたともいわれるが、裏付ける記録は無く、加納の同志である阿部十郎の証言とも矛盾する。
大石は坂本龍馬暗殺（近江屋事件）の嫌疑をかけられ、厳しい拷問に耐え切れずに一度は「自分がやった」と証言するが、後に前言を撤回し見廻組の仕業であるとしている。明治3年10月10日（1870年11月3日）、伊東甲子太郎殺害の罪で斬首刑に処された。享年33（満32歳没）。
なお嫡男の雷太郎は、詮議を恐れて本間歌吉と改名し、下谷稲荷町に鼈甲職の店を構えたという。